# 杂交水稻国家重点实验室
杂交水稻国家重点实验室是武汉大学4个中国国家重点实验室之一。其成立于2011年10月13日，是与袁隆平院士领导的湖南杂交水稻研究中心共建成立的。

## 資料來源
1. ↑  .   [2016-12-04]. （原始内容存档于2020-06-25）.